# スチェパン・ラージン
スチェパン・チモフェエヴィチ・ラージン（ロシア語: Степа́н Тимофе́евич Ра́зин、1630年 - 1671年6月16日（旧暦では6日））は、コサックのアタマンで、モスクワ・ロシア南部において貴族とツァーリの官僚機構に対する大がかりな抵抗運動を指揮した。日本でもいわゆるロシア民謡である『ステンカ・ラージン』と共に名高い。しばしばステンカ・ラージン（露: Сте́нька Ра́зин、英: Stenka Razin）とも呼ばれるが、「ステンカ/ステニカ」(Стенькаスチェーニカ)は「ステパン/スチェパン」(Степан)の縮小形の一つで愛称・卑称として用いられる。

## 生涯

### ラージンの前半生
スチェパン・ラージンは、ロシア帝国のドン州、「小ロシア人の集落」と呼ばれたジモヴェーイスカヤ(露: Зимовейская)で、ドン・コサックの家で生まれた。
ラージンに関する最も古い記録は、1661年のドン・コサックからカルムイク人への外交使節の派遣文書に見られる。同年、ラージンは白海のソロヴェツキー修道院へ巡礼の旅に出た。その後6年間というもの、ラージンの消息は途絶える。ラージンはTishina川とIlovlya川の間にある湿地帯・Panshinskoyeの盗賊団のリーダーとなって再び登場する。それ以降、ヴォルガ川を行き交う全ての船を脅して金を巻き上げた。
1654年から1667年までのポーランドとのロシア・ポーランド戦争(13年戦争)、1656年から1658年までのスウェーデンとの北方戦争はロシアの人々に重い負担を強いた。ツァーリ専制体制が確立され、徴税と徴兵が強化された。多くの農奴・小作農は南に逃れ、ラージンのコサック盗賊団の仲間になっていった。農民だけでなく下層階級の人々やカルムイク人などの非ロシア民族の人々もまたラージンの一味となった。
ラージンの名が初めて轟いたのは、財宝やモスクワの総主教や金持ちの商人の積荷を積んだ船団を撃破した時である。その後、ラージンは35隻のガレー船からなる水軍でヴォルガを下り、行く手の砦を落としていった。1668年初めアストラハンが差し向けたヴォイヴォダの軍勢を破り、さらにダゲスタンやペルシア（サファヴィー朝）に18ヶ月にわたって侵攻した。

### ペルシア遠征

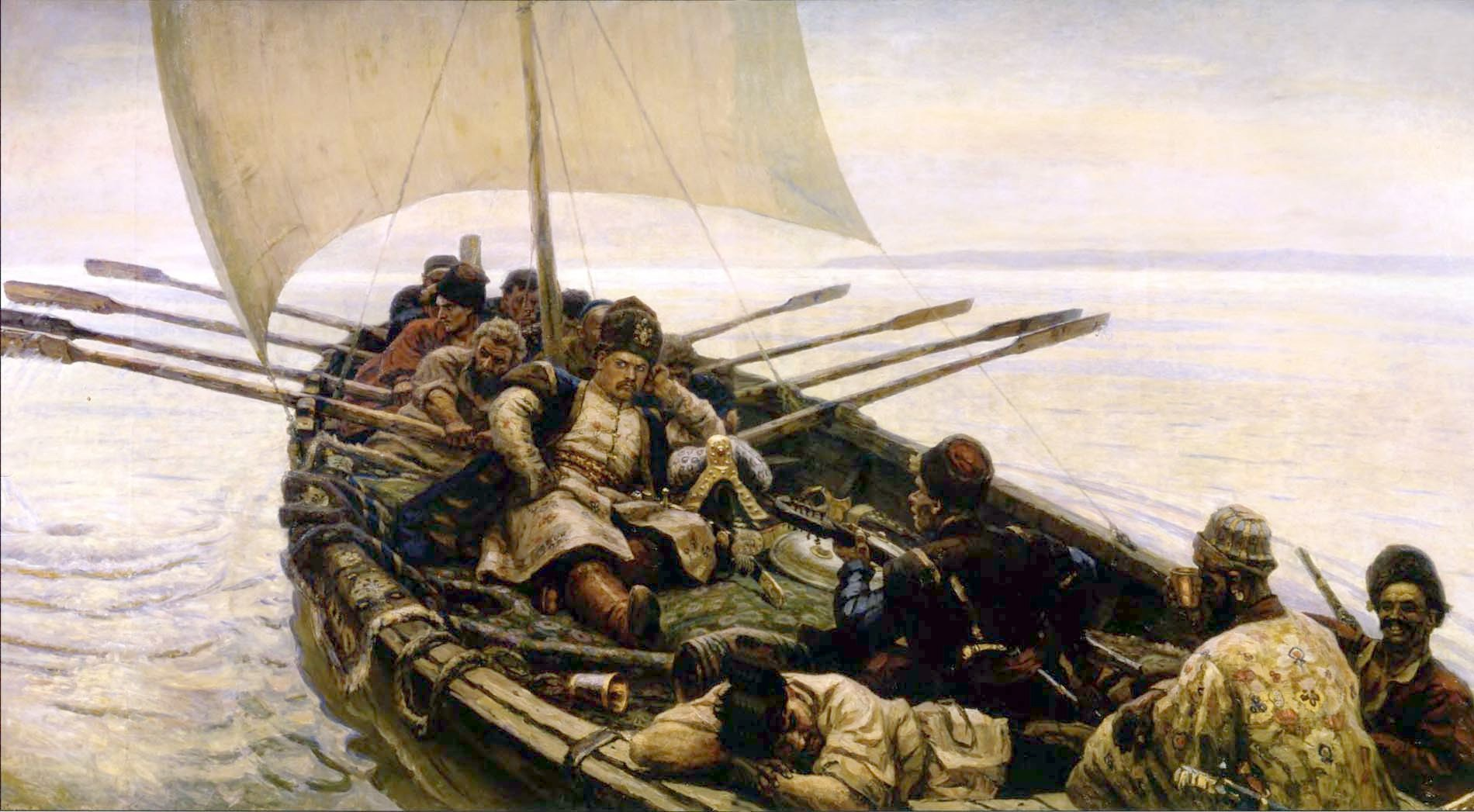
カスピ海を渡るスチェンカ・ラージン (ワシーリー・スリコフ)

カスピ海に乗り出したラージンは、デルベントからバクーに至るペルシアのカスピ海沿岸を荒らし、ラシュトの中央市場では住民の大殺戮に及んだ。1669年の春、スイナ島を収めたラージンは、7月にはペルシア艦隊を撃滅、ステンカ・ラージンは手のつけられない存在となった。
1669年、ラージンは再びアストラハンに現れ、そこで皇帝・アレクセイ1世の恩赦を受けた。人々はラージンの活躍に魅せられていった。アストラハンのようなロシアの国境地帯はまだ無法地帯で、人々はいまだに遊牧民的であり、ラージンの武装蜂起を受け入れるような環境が整っていた。

### 反乱

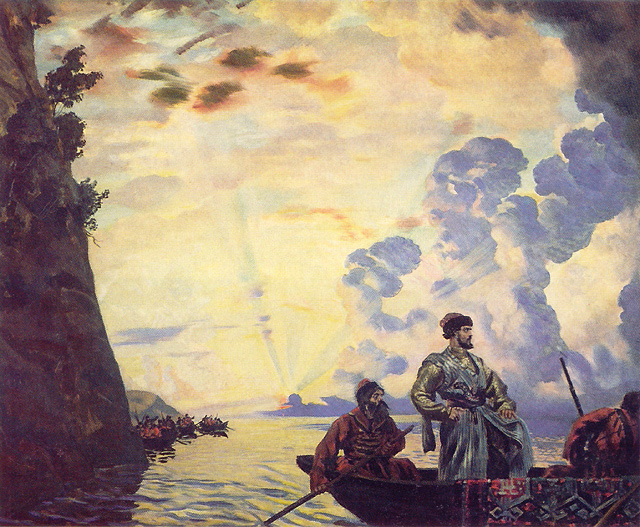
ヴォルガ河のスチェパン・ラージン

1670年、ドン川のコサックの首領という表向きで、ラージンは反政府の武装蜂起を公然と開始する。チェルカースク(今のスタロチェルカースカヤ村)、ツァリーツィン(今のヴォルゴグラード)などを陥れ、6月24日にはアストラハンに進軍した。反抗する者を皆殺しにし、バザールを略奪した後で、アストラハンをコサックの共和国にした。「国民」は、千人、百人、十人単位で分けられ、ヴィエチェ(veche)や総会の決定による長が置かれた。
酒池肉林の3週間を過ごした後、モスクワに攻め込む計画で、ヴォルガ全域をコサックの共和国にするために200の艀に兵隊を満載してアストラハンを発った。サラトフとサマーラは陥落させるも、シンビルスク(今のウリヤノフスク)で苦戦する。10月1日と4日の スヴィリ川での2度の攻防戦の結果、ラージンの軍は屍の山を築いて敗走、進路をヴォルガ下流に転じた。
この敗北でラージンの反乱は終わった訳ではなかった。ラージンの使者は扇情的な声明文を手に現在のニジニ・ノヴゴロド、タンボフ、ペンザなどを回り、人々を洗脳して行った。その勢いはモスクワやノヴゴロドにまで達した。抑圧されていた人々はラージンの声明に飛びついて反乱に加わっていった。ラージンは、この蜂起の目的はロシアの貴族・官吏を追放し、階級の存在しない平等な「コサックの国」をモスクワ大公国全てで実現することである、とした。
しかし、1671年初頭には、ラージンの声明文の実現は疑わしいものとなった。8度の戦闘の後に反乱は収束に向かった。シンビルスクではラージンの威光は完全に失われ、ラージンの根拠地のサラトフやサマーラでもラージンに門を閉ざすことになった。モスクワ総主教がラージンを破門したと聞いたドン・コサックも、ラージンに叛旗を翻した。
1671年、ラージンと兄のフロール・ラージンは最後の砦であったKaganlykで捕らえられ、モスクワに連行された。ラージンは拷問の後、赤の広場で生きたまま八つ裂きの刑に処され、その一族も皆殺しにされた。

## 歌と映画
ラージンは有名なロシア民謡の英雄である。民謡の歌詞は1883年にドミートリー・ニコラエヴィチ・サドフニコフ（Дмитрий Николаевич Садовников）によって付けられた。ロシア人は歌詞の１行目の『川中の島々の影から』（《Из-за острова на стрежень》）という題名を通常使うが、ロシア以外では『ヴォルガ、ヴォルガ、マーチ・ラドナーヤ（母なる河）』（7番の歌詞の冒頭）の題名でも知られている。

### 歌詞
| Из-за острова на стрежень, На простор речной волны, Выплывают расписные, Острогрудые чёлны. На переднем Стенька Разин, Обнявшись, сидит с княжной, Свадьбу новую справляет, Сам веселый и хмельной. Позади их слышен ропот: Нас на бабу променял! Только ночь с ней провозился Сам наутро бабой стал . . . . Этот ропот и насмешки Слышит грозный атаман, И могучею рукою Обнял персиянки стан. Брови чёрные сошлися, Надвигается гроза. Буйной кровью налилися Атамановы глаза. "Ничего не пожалею, Буйну голову отдам!" — Раздаётся голос властный По окрестным берегам. "Волга, Волга, мать родная, Волга, русская река, Не хотела ты подарка От донского казака! Чтобы не было раздора Между вольными людьми, Волга, Волга, мать родная, На, красавицу возьми!" Мощным взмахом поднимает Он красавицу княжну И за борт её бросает В набежавшую волну. "Что ж вы, братцы, приуныли? Эй, ты, Филька, черт, пляши! Грянем песню удалую На помин её души!.." Из-за острова на стрежень, На простор речной волны, Выплывают расписные Острогрудые чёлны. | 川中の島々の影から 川の波頭の荒涼なところから 飾り立てて漕ぎ出てゆく 船首が突き出た船々。 先頭にステンカ・ラージン 貴族の娘を抱いて、座っている。 新婚を祝って、 上機嫌に酔っている。 背後に彼らの不平が聞こえる。 「我々と女を取り換えやがって！ 夜を彼女と過ごしたら、 朝には彼自身が女々しい男になりやがって。」 その不平と嘲笑いを 雷の頭目が聞いていた。 そして強烈な首領に ペルシャの姫の体は抱かれていた。 その黒い瞳は逆立ち、 危険がせまっている。 凶暴な性格が血走った 頭目の目。 何も悲しむことはない、 勇敢な首領に戻るのだ！ 威圧的な声が響いいた 岸の周辺に。 ヴォルガ、ヴォルガ、生みの母なるヴォルガよ！ ヴォルガ、ロシアの川よ！ おまえは贈り物を欲しくないか ドン・コサックからの。 いさかいがないように （我々）自由な者の間に、 ヴォルガ、ヴォルガ、生みの母なるヴォルガよ！ そら、美女を得よ！ 絶大なる振る舞いを鼓舞して 彼は美しい令嬢を、 そして彼女を船べりから投げ込んだ 急流の波頭の中へ。 お前たち、何を憂い沈んでいるのか。 おい、フィルカよ、畜生め、踊るんだ！ 歌え、歌え、吹っ飛ばせ、 彼女の魂を弔おうぜ！ 川中の島々の影から 川の波頭の荒涼なところから 飾り立てて漕ぎ出てゆく 船首が突き出た船々。 |

この歌は、日本では与田準一の訳による『ステンカ・ラージン』（「久遠にとどろく、ヴォルガの流れ．．．」）などで知られている。
この歌はロシア初期の映画（『ステンカ・ラージン』。ウラジミール・ロマシコフ監督、ワシーリ・ゴンチャロフ脚本、1908年、無声白黒映画、12分）でドラマ化された。この曲の旋律はen:Tom Springfieldにより新たな英語詞を付され編曲され、ザ・シーカーズの歌唱によるThe Carnival is Over（邦題:涙のカーニバル）として1965年に発売された。